# 아베 마리아 (바흐/구노)

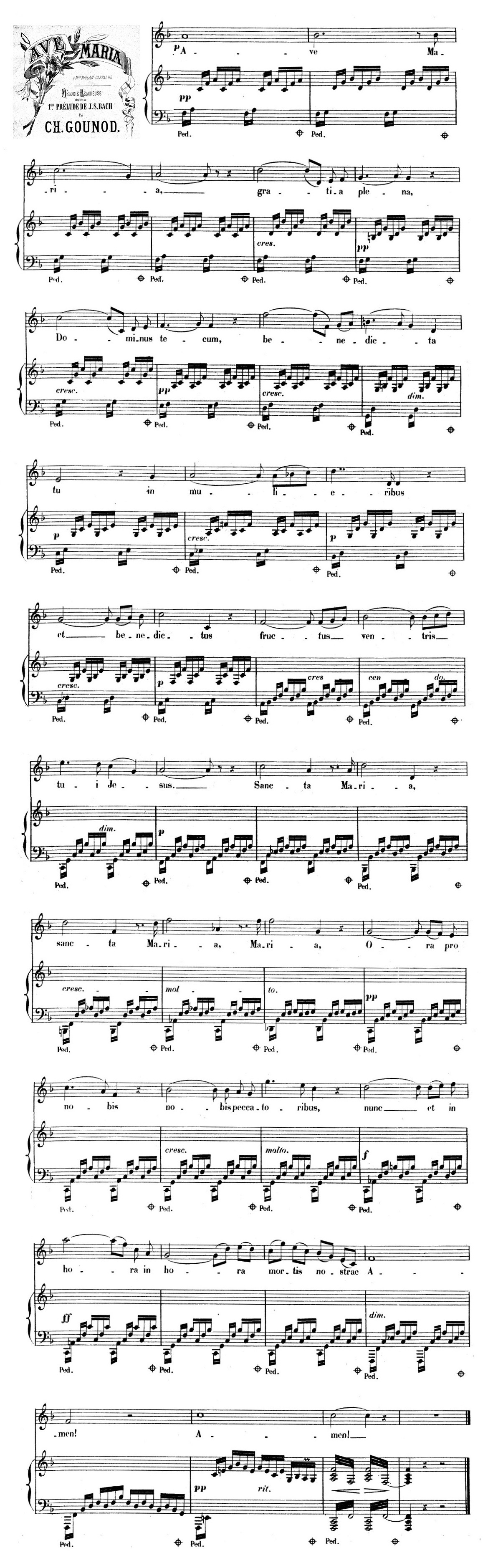

〈아베 마리아(Ave Maria)〉는 성모송을 가사로 한 가장 널리 알려진 곡 중 하나이다.

## 역사
이 곡은 요한 제바스티안 바흐의 평균율 클라비어곡집 1권 BWV 846 중 전주곡 1번 다 장조에 샤를 구노가 가락을 붙인 것이다. 원곡을 구노 스스로가 발표한 적은 없는 것으로 보이지만, 구노의 생전에 무수한 편곡과 가사가 붙은 곡이 출판되었다.
1853년 구노의 장인 피에르 치머만이 구노의 연주를 바이올린(또는 첼로), 피아노와 하모늄을 위한 곡으로 편곡하여 〈S. 바흐의 피아노를 위한 전주곡 1번에 의한 명상(Méditation sur le Premier Prélude de Piano de S. Bach)〉이란 제목으로 출판하였다. 같은 해에 이 곡은 알퐁스 드 라마르틴의 시 〈생명의 책(Le livre de la vie)〉을 가사로 하여 출판되었다. 지금의 Ave Maria로 시작하는 라틴어 성모송이 가사로 붙게 된 것은 1859년에 들어서였다.
구노가 쓴 1번 전주곡은 원곡이 아니라 크리스티안 프리트리히 고트프리트 슈벤케가 임의로 집어넣은 ‘슈벤케 마디’가 들어간 버전의 곡이다.
구노의 작품 중 ‘아베 마리아’라는 제목의 4성 합창곡이 있지만 이 곡과는 관련이 없다.

## 같이 보기
- 아베 마리아 (슈베르트)